# Independence Day (Verenigde Staten)

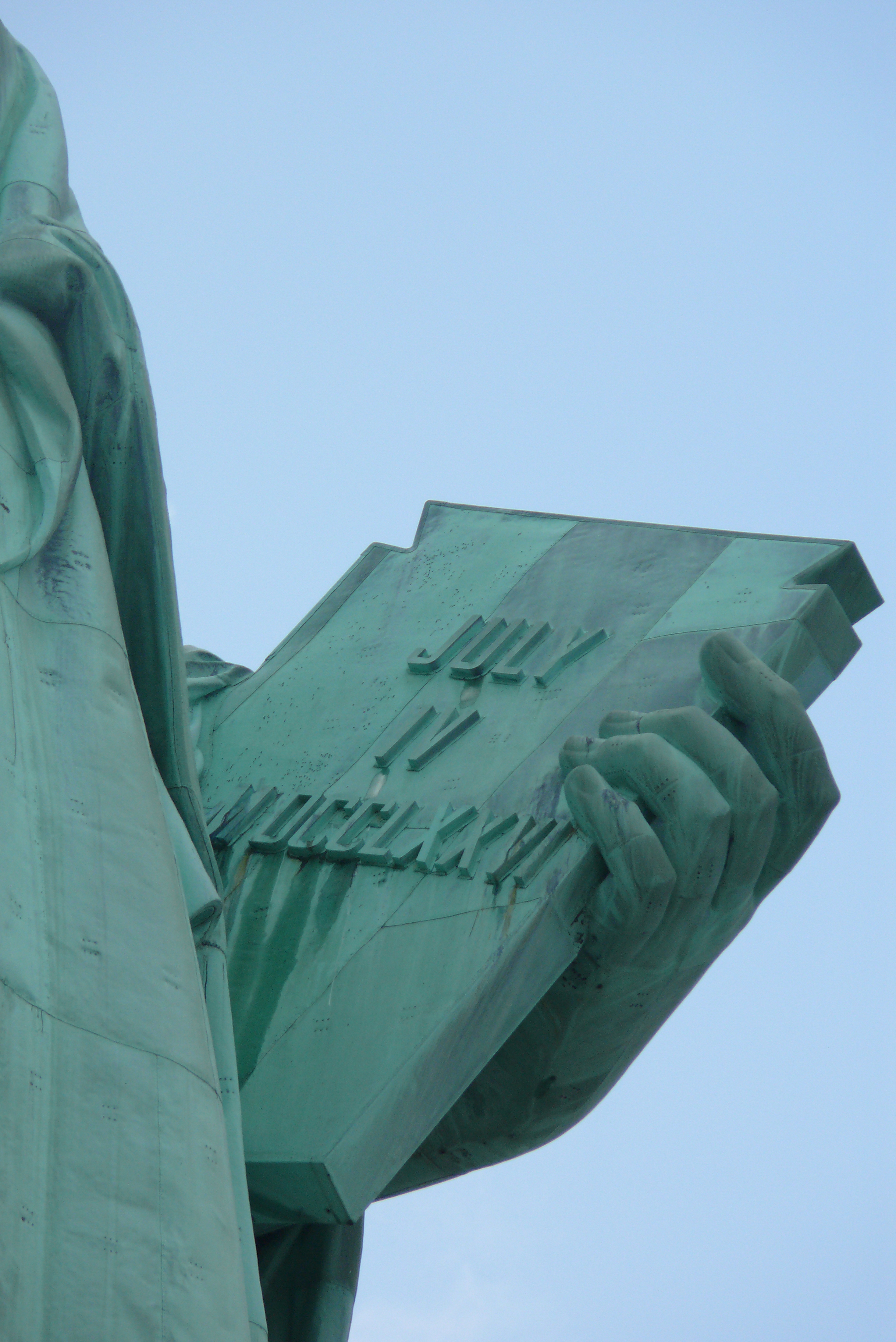
Detail van het Vrijheidsbeeld met de onafhankelijkheidsdatum in Romeinse cijfers.

Independence Day ("Onafhankelijkheidsdag"), ook wel Fourth of July genoemd, is in de Verenigde Staten van Amerika een nationale feestdag ter viering van de aanname van de Amerikaanse Onafhankelijkheidsverklaring op 4 juli 1776. In deze verklaring werd de onafhankelijkheid van de VS tegenover het Koninkrijk Groot-Brittannië bevestigd.
Independence Day wordt veelal geassocieerd met parades, barbecues, picknicks, honkbalspelletjes, vuurwerk en verschillende andere publieke- en privégelegenheden ter viering van de historie en tradities van de Verenigde Staten van Amerika.

## Geschiedenis
Ten tijde van de Amerikaanse Revolutie werden de dertien koloniën wettelijk onafhankelijk van Groot-Brittannië op 2 juli 1776: op die dag stemde het Tweede Continentale Congres voor een onafhankelijkheidsresolutie die in juni dat jaar was ingediend door Richard Henry Lee uit Virginia. Het congres richtte zich daarna op de Verklaring van onafhankelijkheid (Declaration of Independence) waarin dit besluit werd toegelicht. Een commissie van vijf, met Thomas Jefferson als belangrijkste auteur, stelde daar de tekst voor op. De tekst werd door het congres besproken en aangepast waarna deze op 4 juli werd goedgekeurd.
New Englanders hebben de Britten bevochten sinds april 1775. De eerste motie in het Continental Congress voor onafhankelijkheid werd gemaakt op 8 juni. Op 2 juli, na een zwaar debat, stemde het congres unaniem (12-0) maar in het geheim, vóór de onafhankelijkheid van het Koninkrijk Groot-Brittannië (New York onthield zich van beide stemmen). Philadelphia vierde de verklaring met publieke lezingen en vreugdevuren op 8 juli. Pas op 2 augustus werd een afdruk getekend door de leden van het congres, maar zelfs dit werd geheimgehouden ter bescherming van de leden tegen Britse represaillemaatregelen.
Na die tijd werd en wordt nu nog steeds elk jaar de Amerikaanse onafhankelijkheid gevierd.

## Trivia
Drie presidenten van de Verenigde Staten overleden op 4 juli: John Adams en Thomas Jefferson in 1826 en James Monroe in 1831.